# Rupes Recta
Die Rupes Recta oder gerade Furche – früher auch Lange Wand genannt – ist eine markante Geländestufe auf dem Mond. Sie grenzt das große, leicht gewellte Mare Nubium gegen die glatte Oberfläche einer seiner östlichen Buchten ab und ist im streifenden Licht der Halbmondphasen durch ihren Schattenwurf schon in kleinen Fernrohren deutlich zu sehen.
Wenn die Schattengrenze des Terminators mehr als 20–30° entfernt liegt, d. h. zwei Tage später, verschwindet die Struktur und ist nur mehr in größeren Fernrohren (ab etwa Achtzöller) zu sehen. Nach drei Tagen wird sie praktisch unsichtbar.
Die Länge der Furche wird in der selenografischen Literatur mit 96 bis 130 km angegeben, ihre Höhe mit etwa 250 Meter und ihre Breite mit 2–3 km. Entgegen der Ansicht früherer Mondforscher stellt sie also keinen Steilhang dar, sondern eine Stufe mit knapp 10° Neigung, die allerdings durch ihre sehr gerade Form auffällt.
Die selenografischen Koordinaten der Furchenmitte sind 21° Süd und 8° West.